# Los Llanitos, Técpan de Galeana
Los Llanitos är en ort i Mexiko.   Den ligger i kommunen Técpan de Galeana och delstaten Guerrero, i den södra delen av landet, 290 km sydväst om huvudstaden Mexico City. Los Llanitos ligger 59 meter över havet och antalet invånare är 355.
Terrängen runt Los Llanitos är kuperad åt nordost, men åt sydväst är den platt. Runt Los Llanitos är det ganska glesbefolkat, med 22 invånare per kvadratkilometer. Närmaste större samhälle är Tecpan de Galeana, 2,2 km väster om Los Llanitos. Omgivningarna runt Los Llanitos är en mosaik av jordbruksmark och naturlig växtlighet.